# Eleição presidencial no Uzbequistão em 2016
As eleições presidenciais uzbeques de 2016 foram realizadas em 4 de dezembro, após a morte do presidente Islam Karimov ocorrida em 2 de setembro de 2016. A constituição determinou que a eleição fosse realizada no prazo de três meses da morte de Karimov. O presidente interino Shavkat Mirziyoyev ganhou as eleições com 90,2% dos votos. A eleição foi descrita pelo The Economist como uma farsa, e pela Organização para a Segurança e Cooperação na Europa (OSCE) como falta de "uma escolha genuína".

## Resultados
A Comissão Eleitoral Central do Uzbequistão (CEC) informou que Shavkat Mirziyoyev foi eleito com 90,2% dos votos. O CEC também informou que o comparecimento foi de 87,73%, com mais de 17,9 milhões de eleitores votando na eleição.
| Candidato                            | Partido                                      | Votos      | %     |
| ------------------------------------ | -------------------------------------------- | ---------- | ----- |
| Shavkat Mirziyoyev                   | Partido Liberal Democrático                  | 15,906,724 | 90.29 |
| Hotamjon Ketmonov                    | Partido Democrático Popular                  | 669,187    | 3.80  |
| Narimon Umarov                       | Partido Social Democrata da Justiça          | 619,972    | 3.52  |
| Sarvar Otamuradov                    | Partido Democrático de Renascimento Nacional | 421,055    | 2.39  |
| Total                                | Total                                        | 17,616,938 | 100.0 |
|                                      |                                              |            |       |
| Votos válidos                        | Votos válidos                                | 17,616,938 | 98.14 |
| Votos inválidos/em branco            | Votos inválidos/em branco                    | 334,729    | 1.86  |
| Total de votos                       | Total de votos                               | 17,951,667 | 100.0 |
| Eleitores registrados/comparecimento | Eleitores registrados/comparecimento         | 20,461,805 | 87.73 |
| Fonte: CEC                           |                                              |            |       |